# Apterogyna dorsostriata
Apterogyna dorsostriata is een vliesvleugelig insect uit de familie van de Bradynobaenidae. De wetenschappelijke naam van de soort is voor het eerst geldig gepubliceerd in 1898 door Andre.